# Loterie solaire
Loterie solaire (titre original : Solar Lottery) est un roman de Philip K. Dick paru en 1955. Il est traduit en français et publié en 1968 aux Éditions OPTA. C'est le premier roman publié de Dick ; il traite de thèmes que l'on retrouve dans ses œuvres suivantes.

## Résumé
Dans sa trame principale, ce roman décrit un système politique où les êtres humains naissent avec une carte de pouvoir pouvant leur permettre de devenir « Meneur de jeu », ou maître du système solaire. L'univers est censé être régi par un système aléatoire basé sur l'algorithme minimax élaboré par John von Neumann. À tout moment, le numéro d'un ticket peut être tiré au sort lors de ce que l'on appelle « la saute de la Bouteille », déclenchée par le mouvement de particules subatomiques et régie par le principe d'Incertitude. Le possesseur du ticket dont le numéro a été tiré au sort obtient alors le droit de gouverner le monde, aidé par des télépathes qui le protègent... car dans ce monde, l'assassinat du Maître du Monde est encouragé !

## Citation
« Ce n'est pas l'instinct animal qui nous rend fiévreux et insatisfaits. Je vais vous dire ce que c'est : c'est le but le plus élevé de l'homme - le besoin de grandir, de progresser... de découvrir de nouvelles choses... d'avancer, de s'étendre, d'atteindre de nouveaux territoires, de nouvelles expériences, de comprendre et de vivre en évoluant. De rejeter la routine, de rompre avec la monotonie de l'habitude, d'aller de l'avant. De ne jamais s'arrêter. »